# Källtorp, Nacka kommun

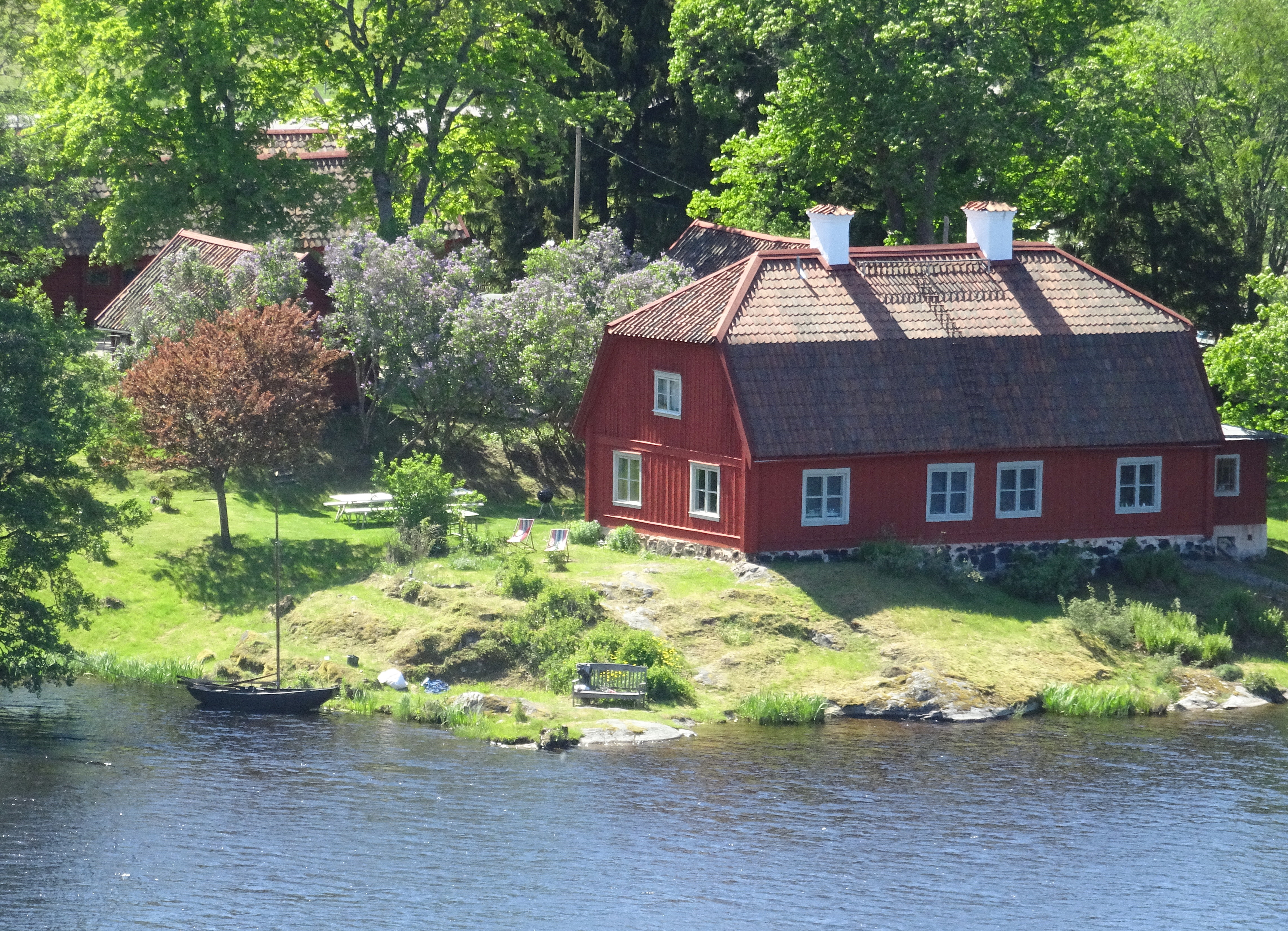
Källtorps gårdsanläggning vid Källtorpssjön, juni 2020.

Källtorp är en tidigare prästgård vid Ältavägen i nuvarande Nacka kommun. Dagens Källtorp uppfördes 1783 och är idag privatbostad. Enligt Stockholms läns museum är Källtorps bebyggelse "en av de absolut bäst bevarade lantgårdarna inom kommunen". Källtorp gav Källtorpssjön sitt namn.

## Historik

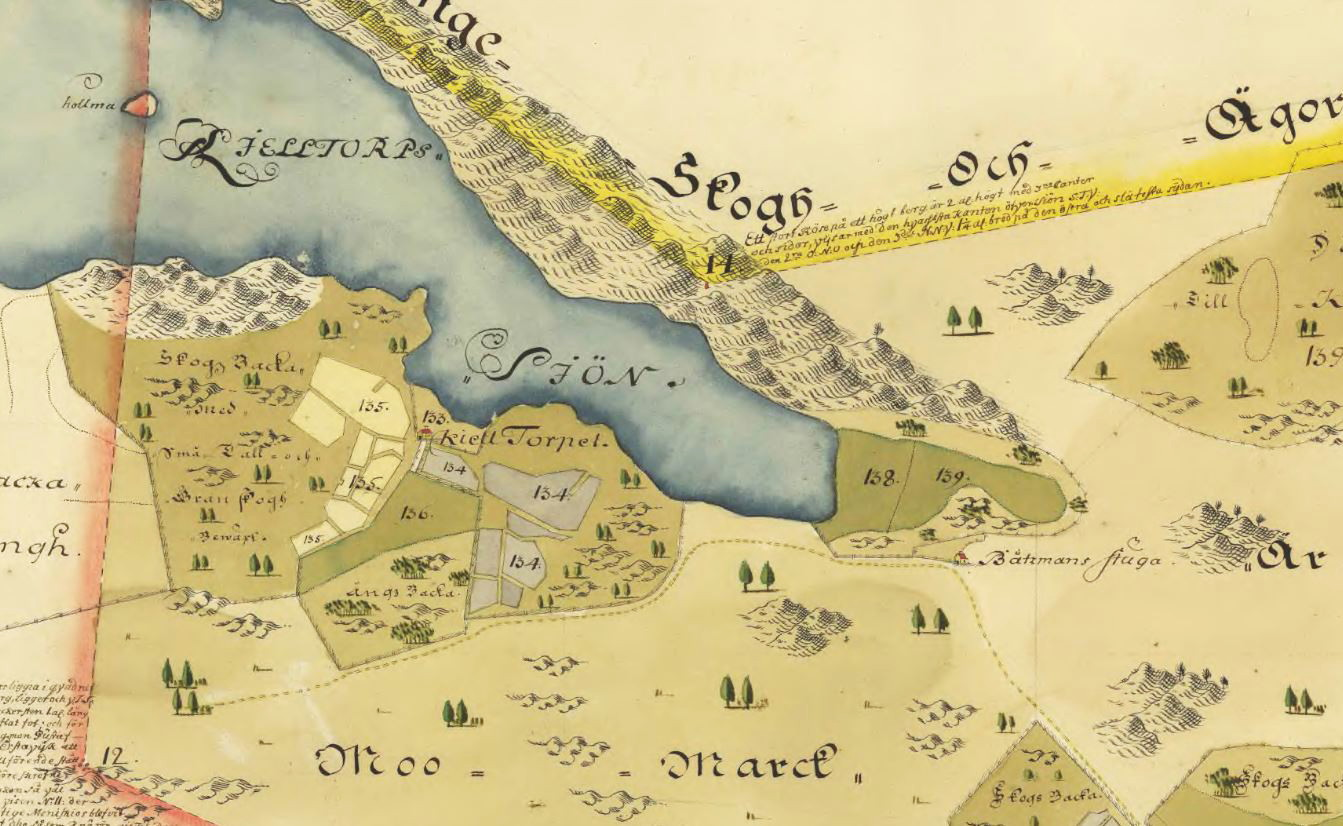
”Kiell Torpet” 1722.

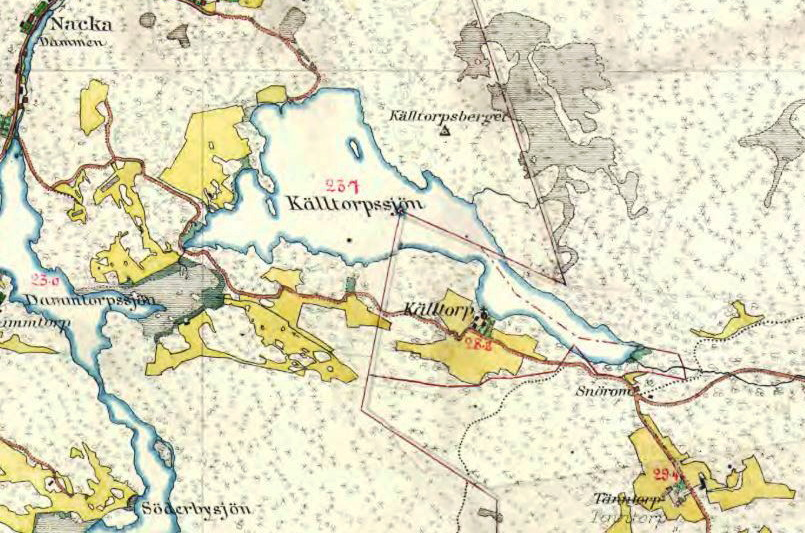
Källtorp och Källtorpssjön 1901.

Redan 1610 är ett torp känt vid namn Källtorp, beläget vid Källtorpssjöns sydspets. Stället fick sitt namn från ”en ganska skön källa” och är dokumenterat i skrift från 1698. På en karta från 1722 kallas platsen ”Kiell Torpet”. Det är möjlig att Källtorp redan på 1600-talet varit bostad åt präster (kaplaner), men säkert är att 1723, samtidigt som nuvarande kapellet vid Erstavik invigdes, uppläts Källtorp som prästboställe, ett ställe "om 30 lass hö och 6 tunnors utsäde med fiskewatn". Initiativtagare var riksrådet Olof Törnflycht som 1717 blev ägare till Erstavik. 1728 flyttade komminister Olof Thunberg in, predikant i Nacka och Erstaviks kapellförsamlingar, och tidigare bosatt i Nacka. Han fick redan några år tidigare löfte av Nacka församling att få överflytta "till sitt nya boställe de hus som står på den gamla prästtomten, så mans- som ladugårdshus".
Som framgår av ett syneprotokoll från 1798 uppfördes nuvarande byggnad på sommaren 1783. Då hade Källtorp förvandlats från ett litet torp till en ståndsmässig prästbostad. Den funktionen hade Källtorp ända fram till början av 1890-talet då Nackas nya prästgård uppfördes vid nybyggda Nacka kyrka. En av prästerna på Källtorp var Eric Philip Pladecius (1758-1827) som blev känd för sina omfattande  Nackaanteckningar. Villkoret vid upplåtelsen av Källtorp var att herren till Erstavik skulle få pastoratsrätt. Det slutgiltiga avgörandet fälldes först 1776 av domkapitlet och det var negativt. I Häradsekonomiska kartan från 1901 är platsen fortfarande markerat som prästboställe. Men redan i början av 1890-talet, när sista prästen hade flyttat ut, blev Källtorp igen arrendegård under Erstavik.

### Historiska bilder

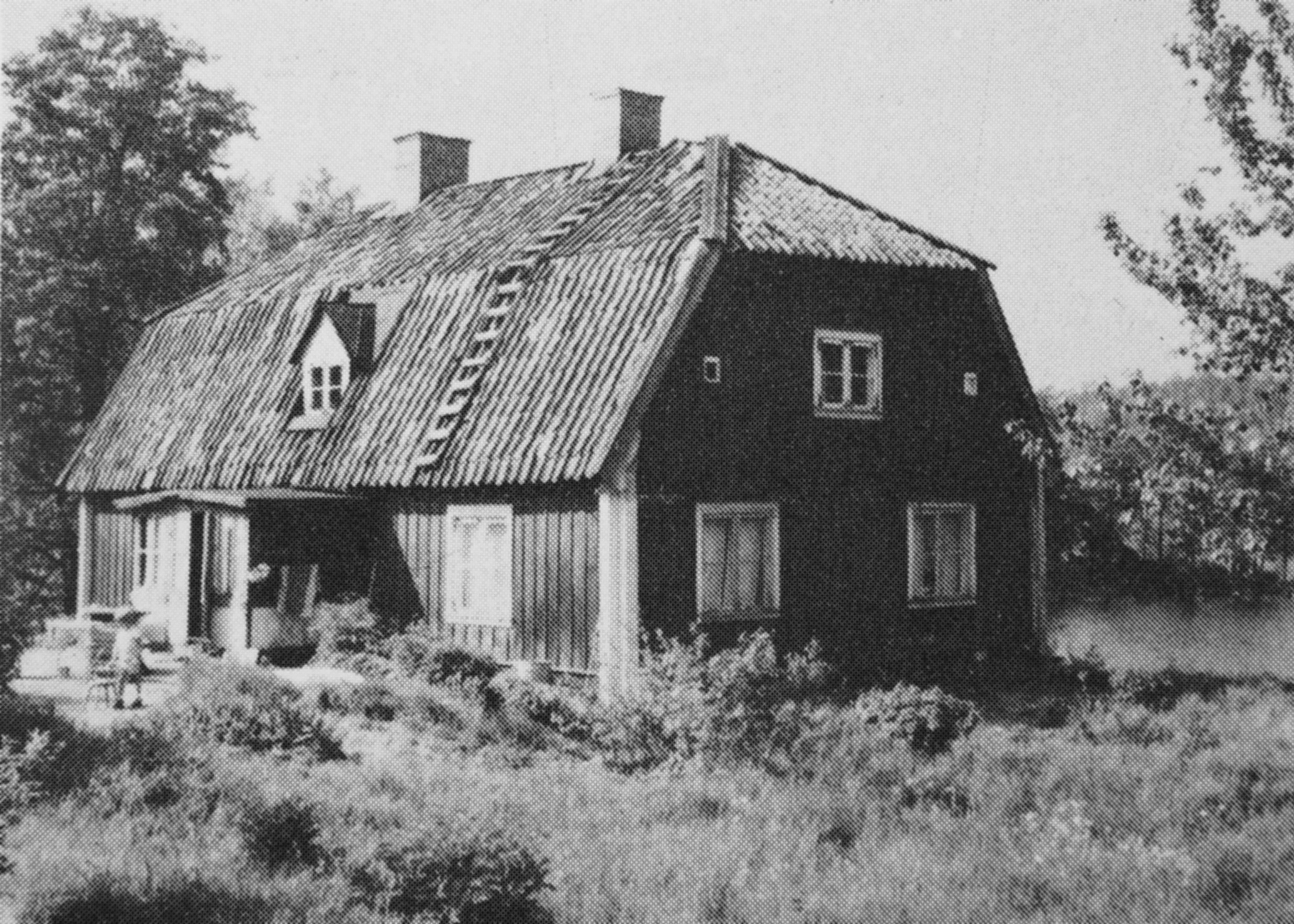
Huvudbyggnaden på 1940-talet
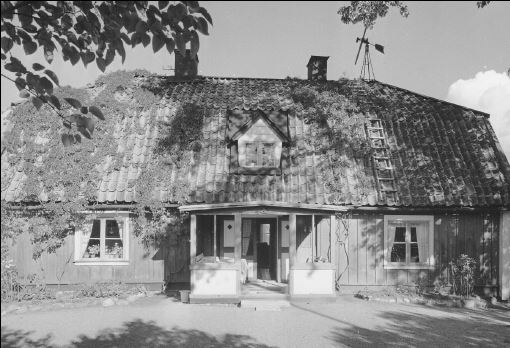
Huvudbyggnaden 1955
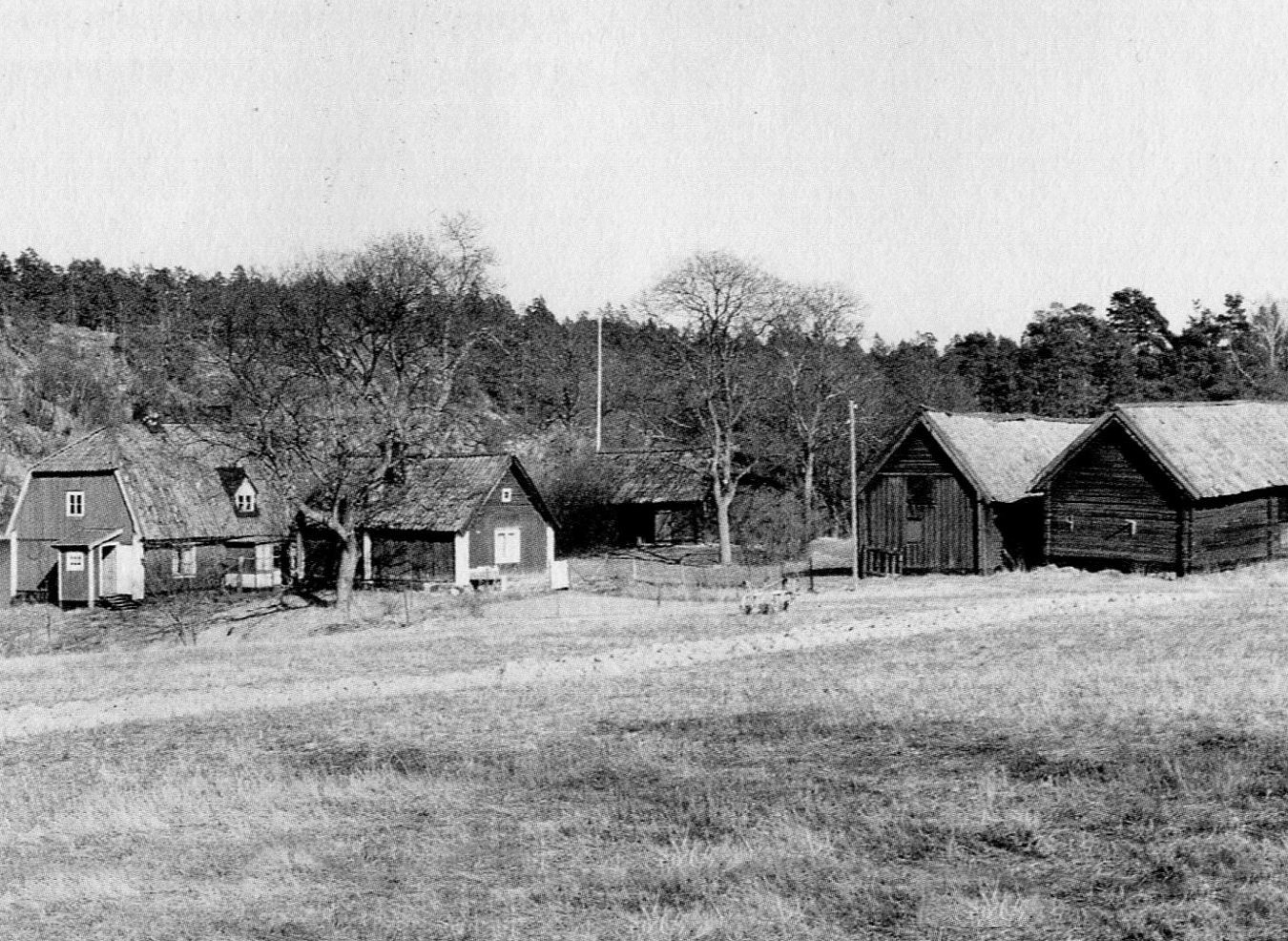
Gårdens byggnader 1962
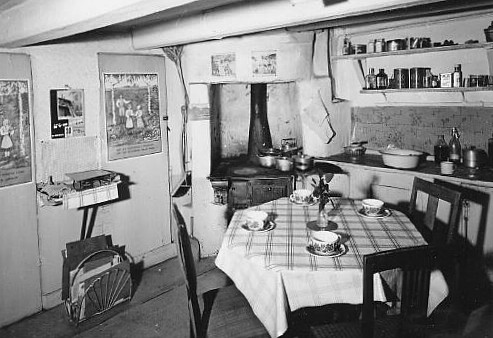
Köket 1957
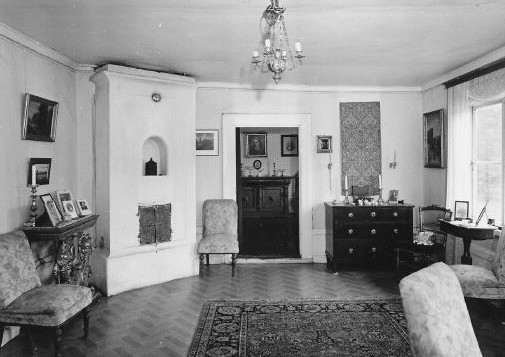
Salongen 1957

## Byggnaderna
Totalt finns sex byggnader bevarade. Mangårdsbyggnaden är en rödmålad enplans träbyggnad med sexdelad plan och hög vind under ett valmat och brutet tegeltak. Det motsvarade en "mönsterprästgård" vars utseende fastställdes i en resolution år 1727. Huset flankeras av två fristående flyglar, den norra är bostad, den södra en förvaringsbod. Mot söder och Ältavägen står två tätt placerade uthuslängor, ursprungligen stall, ladugård och loge. Så sent som 2006 renoverades huvudbyggnaden. Enligt museimannen Gösta Selling är hela anläggningen "ovanlig homogen och bär till det yttre prägeln av orört 1700-tal".

### Nutida bilder

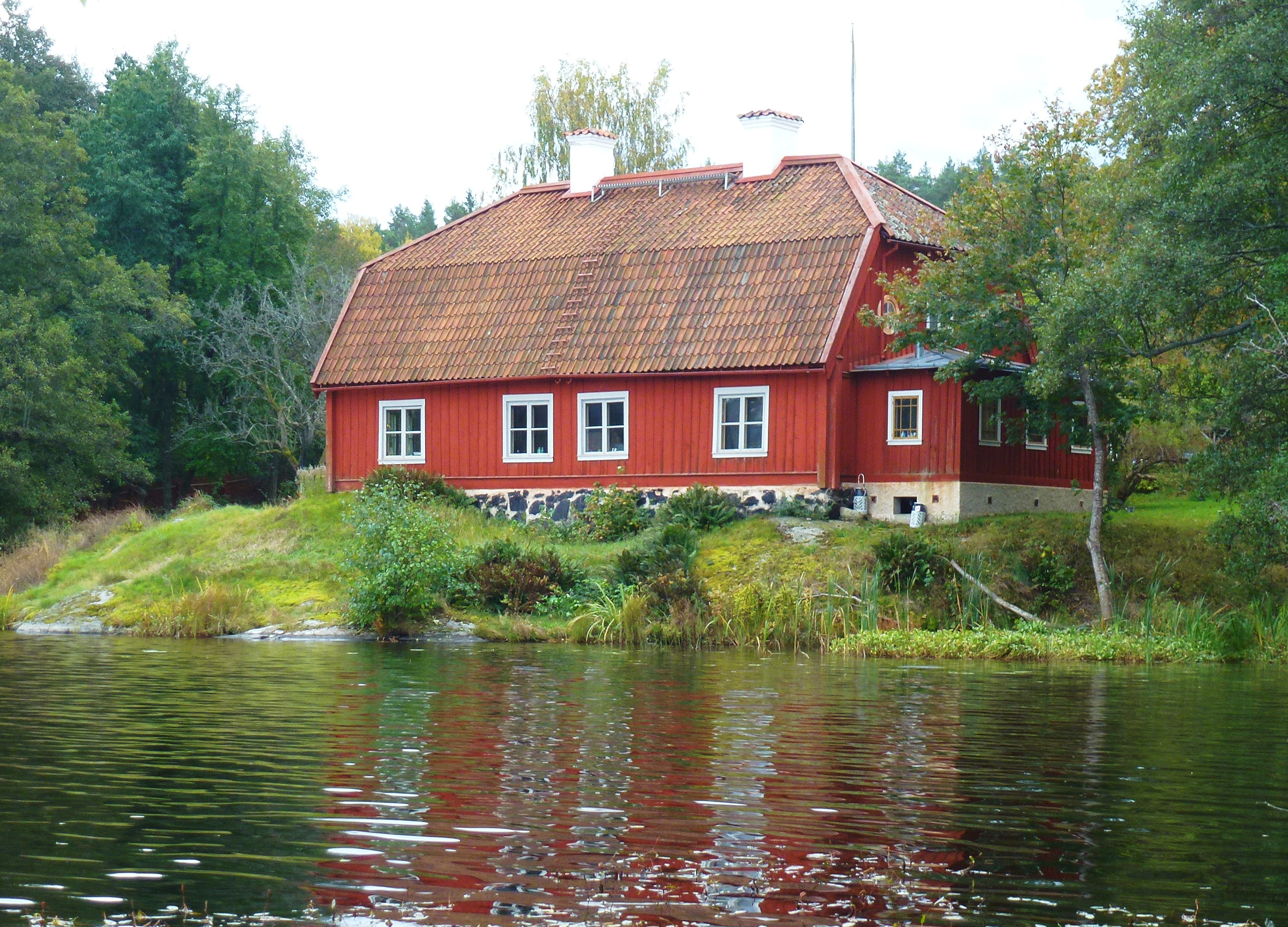
Huvudbyggnaden från sjösidan
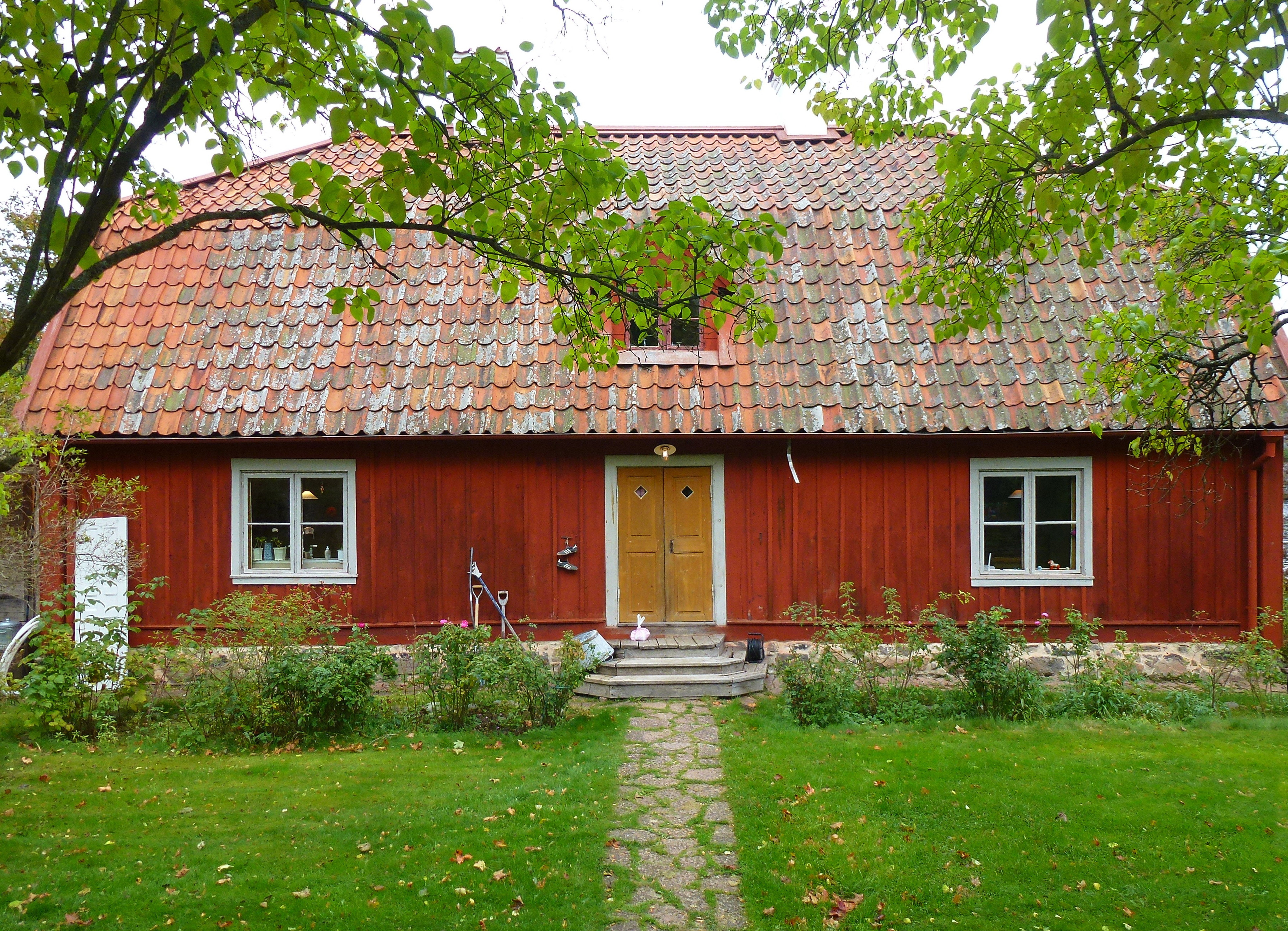
Huvudbyggnaden från landsidan
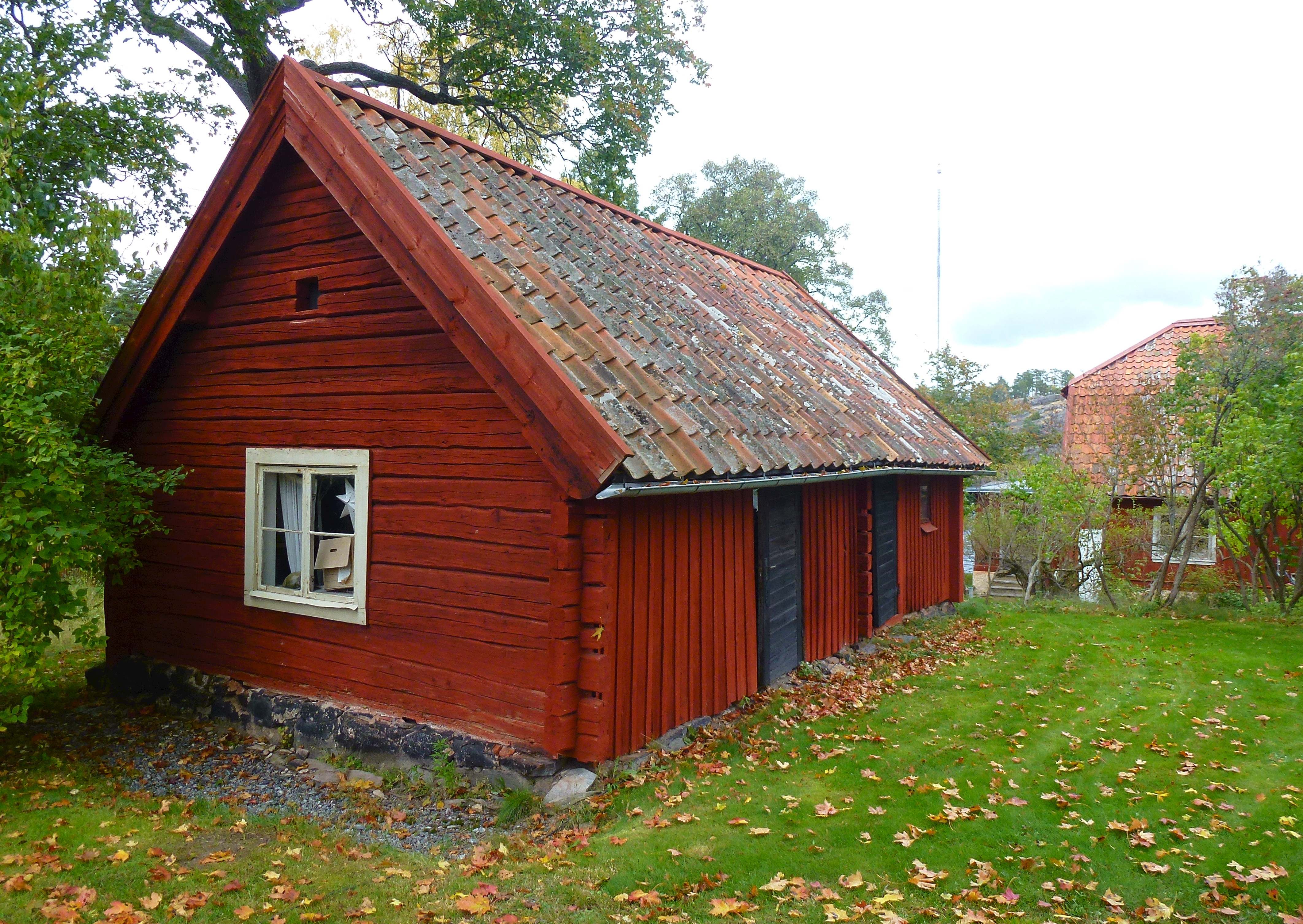
Norra flygeln
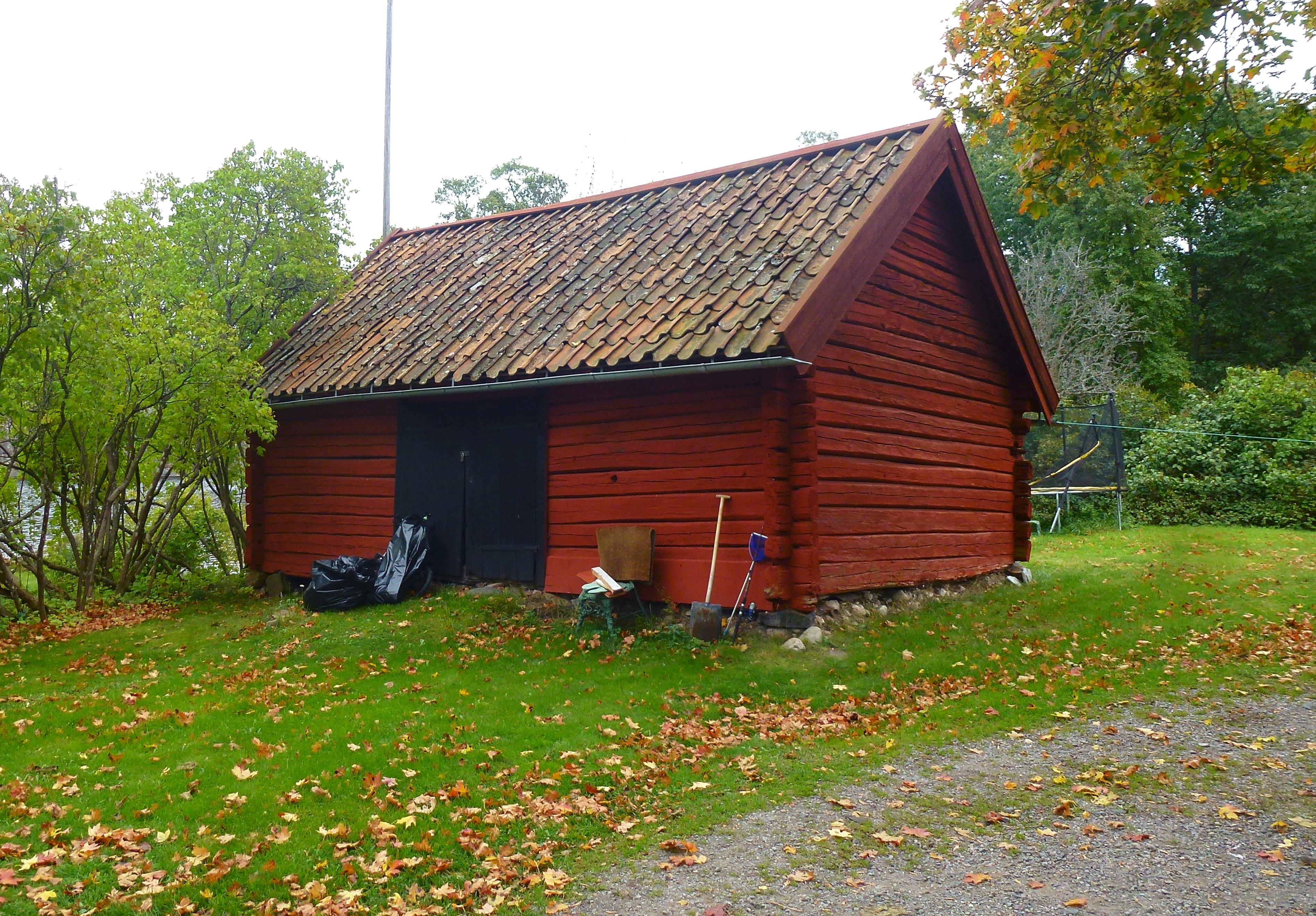
Södra flygeln
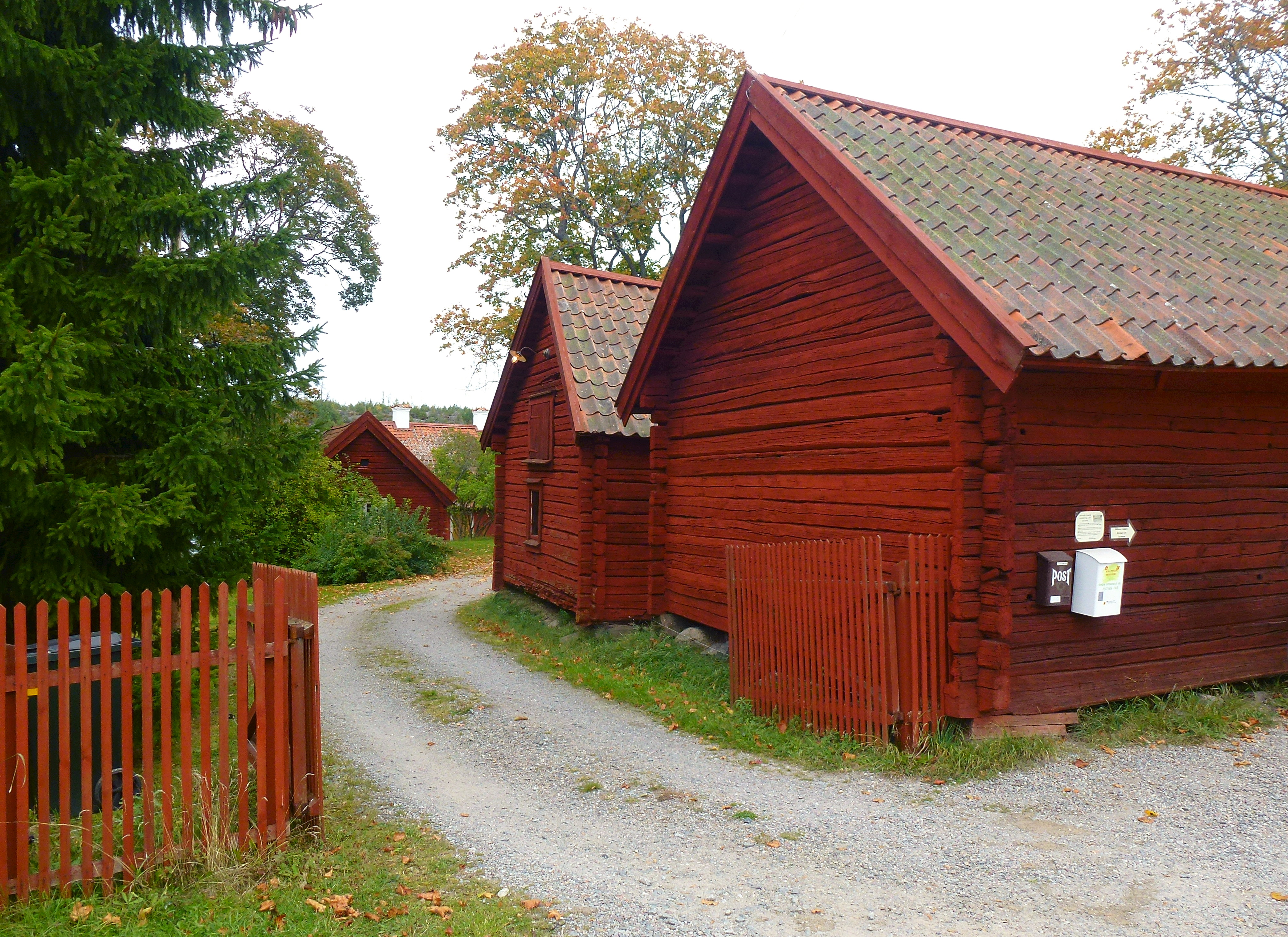
Uthuslängorna